# スターな男
「スターな男」（スターなおとこ）は、日本のロックバンドであるUNICORNの楽曲。
1991年1月21日にCBS・ソニーから5枚目のシングルとしてリリースされた。作詞は阿部義晴、作曲は奥田民生が行い、プロデュースはUNICORN名義となっている。
前作「命果てるまで」（1990年）から3か月ぶりにリリースされたシングルであり、4枚目のアルバム『ケダモノの嵐』（1990年）から2作目のリカットとなった。カップリング曲にはミニ・アルバム『ハヴァナイスデー』（1990年）収録曲であった「魚の脳を持つ男」が収録された。
3枚目のシングル「働く男」（1990年）に続いてフジテレビ系バラエティ番組『夢で逢えたら』（1988年 - 1991年）のオープニングテーマとして採用された。

## 録音、制作、音楽性
フジテレビ系バラエティ番組『夢で逢えたら』（1988年 - 1991年）のオープニングテーマ制作の依頼があり、当初は「PTA〜光のネットワーク〜」の使用を検討していたが本作に変更された。番組で使用されることが決定したために、シングル盤に収録されたバージョンはアルバム『ケダモノの嵐』（1990年）収録バージョンとはコーラスなどが変更されている。ちなみに冒頭の「パンッ」という音は、スタジオの床をスリッパで叩いた音である。また、実際に番組で使用されたバージョンは歌詞およびミックスがアルバム版、シングル版とも異っており、原曲における「だけども誰にも言えません〜お家で待ってる」の部分が「夢ならこのままさめないで グラマーなあの子も当然その気 たまにちゃんと電話入れて 夜が明けるまで お家に帰らない」となっている。同番組のエンディングでは「スターな男〜VERSION II〜」とクレジットされているが、このバージョンは後に至るまで公式にリリースされていない。
阿部の制作した歌詞に関して西川は感動したと述べており、インタビュアーは本作の歌詞を「スターでしっちゃかめっちゃかやってるけど、家には地味な真面目な女が待ってて、しっかりたずなを握られてる。でも、人には言えないそんなこと」と要約し、奥田は阿部の理想を歌った内容であると指摘、すでに既婚者であった堀内は阿部にも同居人が必要であると進言している。音楽誌『別冊宝島724 音楽誌が書かないJポップ批評22 ユニコーン&奥田民生の摩訶不思議』においてライターの普天間伊織は、「ツアーに明け暮れるロック・スターの諦めに近い脱力感と、それと反比例するような明るい曲調の取り合わせが切ない」と述べたほか、また「＜悲しきロックン・ロール＞とはよく言った」と述べている。

## アートワーク
シングル盤のジャケットはメンバーの顔面のみを散りばめたデザインになっている。西川幸一は「ズボラなディレクターが考え出した、ステキなジャケット」と述べ、ジャケット内部の歌詞掲載部分では表題曲の横に堀内一史、カップリング曲「魚の脳を持つ男」の横に阿部義晴の顔写真が掲載されているが、奥田民生はこの堀内の写真が気に入っていると発言し、西川は髪や目元がはっきり写っていない堀内の写真に関して「よーこんな写真使うわって。バカですよね」と述べている。

## チャート成績
本作はオリコンチャートにおいて最高位6位、登場回数は8回、売り上げ枚数は10.3万枚となった。

## シングル収録曲
| 全編曲: UNICORN。 |                                |           |           |      |
| #                 | タイトル                       | 作詞      | 作曲      | 時間 |
| 1.                | 「スターな男（異ミックスド）」 | 阿部義晴  | 奥田民生  | 2:55 |
| 2.                | 「魚の脳を持つ男」             | 奥田民生  | 奥田民生  | 3:35 |
| 合計時間:         | 合計時間:                      | 合計時間: | 合計時間: | 6:30 |

## スタッフ・クレジット

### UNICORN
- 奥田民生
- 阿部義晴
- 堀内一史
- 手島いさむ
- 西川幸一

## リリース履歴
| No. | 日付          | レーベル    | 規格      | 規格品番  | 最高順位 | 備考 |
| --- | ------------- | ----------- | --------- | --------- | -------- | ---- |
| 1   | 1991年1月21日 | CBS・ソニー | 8センチCD | CSDL-3218 | 6位      |      |

## 収録アルバム
「スターな男」
- 『ケダモノの嵐』（1990年） - アルバムージョンを収録。
- 『THE VERY BEST OF UNICORN』（1993年） - アルバムバージョンを収録。
- 『STAR BOX』（1999年） - アルバムージョンを収録。
- 『ULTRA SUPER GOLDEN WONDERFUL SPECIAL ABSOLUTE COMPLETE PERFECT SUPREME TERRIFIC ULTIMATE...』（2002年） - シングルバージョンを収録。
- 『勤労ロードショー 〜LIVE IN JAPAN〜』（2009年） - ライブバージョンを収録。
- 『Quarter Century Single Best』（2012年） - シングルバージョンを収録。
- 『Quarter Century Live Best』（2012年） - ライブバージョンを収録。

「魚の脳を持つ男」
- 『ハヴァナイスデー』（1990年）
- 『Quarter Century Single Best』（2012年）